# Belfortský lev (Paříž)
Belfortský lev (francouzsky Lion de Belfort) je plastika z mědi od Augusta Bartholdiho, která se nachází uprostřed Place Denfert-Rochereau v Paříži ve 14. obvodu.

## Popis
Lev z Belfortu se dívá směrem k replice Sochy Svobody v 15. obvodu, kterou také vytvořil Bartholdi.
Socha je replikou, zmenšenou na třetinu původní velikosti, Belfortského lva (umístěného na skále v Belfortu). Má výšku 4 m a délku 7 m. Symbolizuje odpor plukovníka Aristida Denferta-Rochereaua během obléhání pevnosti Belfort za prusko-francouzské války.

## Dějiny
Na sochařském salonu v Paříži v roce 1878 vystavil Bartholdi sádrový model svého lva ve třetině jeho konečné velikosti. Pařížská městská rada jej získala v roce 1880 za částku 20 000 franků a přála si jej nainstalovat v parku Buttes-Chaumont. Petice obyvatel 14. obvodu, kteří z něj chtěli udělat významný symbol Paříže, docílila jeho konečné umístění na Place Denfert-Rochereau.
Památník byl slavnostně odhalen v roce 1880. V roce 1920 byl na podstavec připevněn bronzový medailon představující plukovníka Aristida Denferta-Rochereaua. Za okupace Paříže byla v rámci sběru kovů pro válečné účely odmontována a odeslána k roztavení. Nový medailon byl opět instalován v roce 1979.
Od 17. června 2003 je socha vedena jako historická památka.